# Liste des œuvres d'art de l'Hérault
Cet article vise à recenser les œuvres d'art dans l'espace public de l'Hérault, en France.

## Liste
Les œuvres sont classées par ordre alphabétique de communes et, au sein de celles-ci, par ordre chronologique d'installation, dans la mesure des informations disponibles.

### Sculptures
| Œuvre                                           | Auteur                              | Commune                   | Localisation                                               | Notes                                                                      | Installation                                      | Coordonnées                                       | Illustration                                      |
| ----------------------------------------------- | ----------------------------------- | ------------------------- | ---------------------------------------------------------- | -------------------------------------------------------------------------- | ------------------------------------------------- | ------------------------------------------------- | ------------------------------------------------- |
| Statue d'Amphitrite                             | Léon François Chervet               | Agde                      | Sur la place de la Marine                                  | Représente Amphitrite.                                                     | 1878                                              | 43° 18′ 43″ nord, 3° 28′ 00″ est                  | Statue d'Amphitrite                               |
| Statue d'Honoré de Balzac                       | Zourab Tsereteli                    | Agde                      | À déterminer                                               | Représente Honoré de Balzac.                                               | À déterminer                                      | à géolocaliser                                    | Honoré de Balzac                                  |
| Buste de Claude Terrisse                        | Auguste Baussan                     | Agde                      | À déterminer                                               | Représente Claude Terrisse.                                                | 1876                                              | à géolocaliser                                    | Buste de Claude Terrisse                          |
| Éphèbe d'Agde                                   | Copie d'après antique               | Agde                      | Rond-point de l'Éphèbe                                     | L'originale est exposée au musée de l'Éphèbe.                              | À déterminer                                      | 43° 17′ 47″ nord, 3° 28′ 15″ est                  | Éphèbe                                            |
| La Science                                      | Hyacinthe Chevalier                 | Agde                      | Dans le square du Docteur-Picheire                         |                                                                            | À déterminer                                      | à géolocaliser                                    | Image manquante                                   |
| Monument à la République                        | Jacques Louis Robert Villeneuve     | Bassan                    | À déterminer                                               |                                                                            | 1892                                              | à géolocaliser                                    | Image manquante                                   |
| Buste de Noémie Berthomieu                      | Joseph Malet                        | Bédarieux                 | Hôpital                                                    |                                                                            | 1936                                              | à géolocaliser                                    | Monument à Noémie Bertomieu                       |
| Buste d'Auguste Cot                             | Antonin Mercié                      | Bédarieux                 | Avenue Auguste-Cot                                         | Représente Auguste Cot.                                                    | 1892                                              | 43° 36′ 53″ nord, 3° 09′ 31″ est                  | Auguste Cot                                       |
| Ferdinand Fabre                                 | Jacques Louis Robert Villeneuve     | Bédarieux                 | Sur la place Ferdinand-Fabre                               | Représente Ferdinand Fabre.                                                | 1906                                              | 43° 37′ 04″ nord, 3° 09′ 35″ est                  | Ferdinand Fabre                                   |
| Monument à la République                        |                                     | Bessan                    | Sur la place de la République                              |                                                                            | 1885                                              | 43° 21′ 38″ nord, 3° 25′ 38″ est                  | Image manquante                                   |
| Buste de Gabriel Azais                          | Jean-Antoine Injalbert              | Béziers                   | Plateau des poètes                                         |                                                                            | 1904                                              | 43° 20′ 18″ nord, 3° 13′ 17″ est                  | Buste de Gabriel Azais                            |
| Jacques Azais                                   | Jean-Antoine Injalbert              | Béziers                   | Plateau des poètes                                         |                                                                            | 1904                                              | à géolocaliser                                    | Image manquante                                   |
| Bacchante au biniou                             | Jean-Antoine Injalbert              | Béziers                   | Sur la place des Bons-Amis                                 |                                                                            | 1897                                              | 43° 20′ 30″ nord, 3° 12′ 40″ est                  | Bacchante au biniou                               |
| L'Enfant au poisson                             | Jean-Antoine Injalbert              | Béziers                   | Plateau des poètes                                         |                                                                            | À déterminer                                      | 43° 20′ 18″ nord, 3° 13′ 16″ est                  | L'Enfant au poisson                               |
| Buste de Maffre Ermengaud                       | Jean-Antoine Injalbert              | Béziers                   | Plateau des poètes                                         |                                                                            | 1902                                              | 43° 20′ 18″ nord, 3° 13′ 17″ est                  | Buste de Maffre Ermengaud                         |
| Benjamin Fabre                                  | Jean-Antoine Injalbert              | Béziers                   | Plateau des poètes                                         |                                                                            | 1921                                              | à géolocaliser                                    | Image manquante                                   |
| Le Grand Salon                                  | Mustapha Sanaoui et Nathalie Dubois | Béziers                   | Cité Théodule-Ribot                                        |                                                                            | 2004                                              | 43° 20′ 39″ nord, 3° 12′ 57″ est                  | Le Grand Salon                                    |
| Buste de Victor Hugo                            | Jean Magrou                         | Béziers                   | Plateau des poètes                                         |                                                                            | À déterminer                                      | à géolocaliser                                    | Buste de Victor Hugo                              |
| Victor Hugo                                     | Jean-Antoine Injalbert              | Béziers                   | Plateau des poètes                                         |                                                                            | 1902                                              | à géolocaliser                                    | Image manquante                                   |
| Jean Laurès                                     | Jacques Louis Robert Villeneuve     | Béziers                   | Plateau des poètes                                         |                                                                            | À déterminer                                      | 43° 20′ 16″ nord, 3° 13′ 12″ est                  | Jean Laurès                                       |
| Hommage à Jean Moulin                           | À déterminer                        | Béziers                   | Lycée Jean-Moulin                                          |                                                                            | À déterminer                                      | à géolocaliser                                    | Hommage à Jean Moulin                             |
| Monument à Casimir Peret                        | Jean-Antoine Injalbert              | Béziers                   | Sur la place de la Révolution                              |                                                                            | 1904 ; 1907                                       | 43° 20′ 29″ nord, 3° 12′ 39″ est                  | Monument à Casimir Peret                          |
| Pierre-Paul Riquet                              | Pierre-Jean David d'Angers          | Béziers                   | À déterminer                                               |                                                                            | 1838                                              | 43° 20′ 30″ nord, 3° 13′ 03″ est                  | Pierre-Paul Riquet                                |
| Buste de Jean Bernard Rosier                    | Jean-Antoine Injalbert              | Béziers                   | Plateau des poètes                                         |                                                                            | 1902                                              | 43° 20′ 18″ nord, 3° 13′ 17″ est                  | Buste de Jean Bernard Rosier                      |
| Satyre supportant une vasque                    | Jean-Antoine Injalbert              | Béziers                   | Avenue du 22 août 1944                                     |                                                                            | 1922                                              | 43° 20′ 40″ nord, 3° 13′ 07″ est                  | Satyre supportant une vasque                      |
| Buste de Jean-Pons-Guillaume Viennet            | Jean-Antoine Injalbert              | Béziers                   | Plateau des poètes                                         |                                                                            | 1902                                              | 43° 20′ 19″ nord, 3° 13′ 15″ est                  | Buste de Jean-Pons-Guillaume Viennet              |
| Jeanne d'Arc                                    | À déterminer                        | Brissac                   | À déterminer                                               |                                                                            | À déterminer                                      | 43° 52′ 49″ nord, 3° 42′ 09″ est                  | Image manquante                                   |
| Monument à la République                        | À déterminer                        | Canet                     | Sur la Grand place                                         |                                                                            | À déterminer                                      | 43° 36′ 02″ nord, 3° 29′ 29″ est                  | Monument à la République                          |
| Buste de Jean-Baptiste Fabre                    | Henri Varenne                       | Castelnau-le-Lez          | Rue Armand-Barrès                                          |                                                                            | À déterminer                                      | 43° 37′ 59″ nord, 3° 53′ 42″ est                  | Buste de Jean-Baptiste Fabre                      |
| Arbre sculpté                                   | Michel Chevray                      | Le Caylar                 | À déterminer                                               |                                                                            | À déterminer                                      | à géolocaliser                                    | Arbre sculpté                                     |
| Éléphant                                        | André Debru                         | Le Caylar                 | À déterminer                                               |                                                                            | À déterminer                                      | à géolocaliser                                    | Éléphant                                          |
| Buste d'Amédée Borrel                           | À déterminer                        | Cazouls-lès-Béziers       | À déterminer                                               | Buste volé en 2008                                                         | À déterminer                                      | à géolocaliser                                    | Buste d'Amédée Borrel                             |
| Buste de Jules Boissière                        | Jean Magrou                         | Clermont-l'Hérault        | Jardin                                                     |                                                                            | À déterminer                                      | à géolocaliser                                    | Image manquante                                   |
| Buste de Jean-Antoine Peyrottes                 | Paul Michel                         | Clermont-l'Hérault        | Sur la place de la Victoire                                |                                                                            | 1898                                              | 43° 37′ 39″ nord, 3° 25′ 45″ est                  | Image manquante                                   |
| Monument à la République                        | À déterminer                        | Clermont-l'Hérault        | Promenade du Tivoli                                        |                                                                            | 1889                                              | à géolocaliser                                    | Image manquante                                   |
| La Faune et la Flore de la garrigue             | Vincent Bioulès                     | Le Crès                   | Collège Voie-Domitienne                                    |                                                                            | 1982                                              | 43° 38′ 41″ nord, 3° 56′ 12″ est                  | La Faune et la Flore de la garrigue               |
| Monument à la République                        | À déterminer                        | Florensac                 | Sur la place                                               |                                                                            | 1882                                              | 43° 22′ 59″ nord, 3° 27′ 56″ est                  | Monument à la République                          |
| Buste de Jules Émile Planchon                   | Auguste Baussan                     | Ganges                    | Sur la place du Jeu-de-Ballon                              |                                                                            | 1892                                              | 43° 56′ 07″ nord, 3° 42′ 30″ est                  | Image manquante                                   |
| Monument à la République                        | Charles-Romain Capellaro            | Gigean                    | Sur la place du Quatre-Septembre                           |                                                                            | 1895                                              | 43° 30′ 00″ nord, 3° 42′ 40″ est                  | Monument à la République                          |
| Général Claparède                               | Jean Magrou                         | Gignac                    | Allées du Rivelin                                          |                                                                            | 1912                                              | à géolocaliser                                    | Image manquante                                   |
| Monument à la République                        | À déterminer                        | Gignac                    | Promenade                                                  |                                                                            | 1889                                              | à géolocaliser                                    | Image manquante                                   |
| Édouard 1er                                     | Giovanni Ingrato                    | Grabels                   | À déterminer                                               |                                                                            | À déterminer                                      | à géolocaliser                                    | Image manquante                                   |
| Promenade des vents                             | Multiples                           | La Grande-Motte           | À déterminer                                               |                                                                            | À déterminer                                      | à géolocaliser                                    | Image manquante                                   |
| Jean Martin Charcot                             | Louis Paul                          | Lamalou-les-Bains         | À déterminer                                               |                                                                            | 1903                                              | à géolocaliser                                    | Image manquante                                   |
| Buste de Paul Coste-Floret                      | À déterminer                        | Lamalou-les-Bains         | À déterminer                                               |                                                                            | À déterminer                                      | 43° 35′ 36″ nord, 3° 04′ 54″ est                  | Buste de Paul Coste-Floret                        |
| Buste de Joseph Grasset                         | Jean-Antoine Injalbert              | Lamalou-les-Bains         | Dans le square Grasset                                     |                                                                            | 1924                                              | 43° 35′ 37″ nord, 3° 04′ 52″ est                  | Buste de Joseph Grasset                           |
| La Griserie                                     | Auguste Baucour                     | Lamalou-les-Bains         | Sur la place de Gaulle                                     |                                                                            | À déterminer                                      | 43° 36′ 19″ nord, 3° 04′ 40″ est                  | Image manquante                                   |
| Nu féminin                                      | À déterminer                        | Lamalou-les-Bains         | À déterminer                                               |                                                                            | À déterminer                                      | 43° 35′ 26″ nord, 3° 04′ 58″ est                  | Nu féminin                                        |
| Buste du docteur Privât                         | Auguste Baussan                     | Lamalou-les-Bains         | À déterminer                                               |                                                                            | 1903                                              | à géolocaliser                                    | Image manquante                                   |
| Jacques 1er d'Aragon                            | À déterminer                        | Lattes                    | Sur la place Jacques-d'Aragon                              |                                                                            | À déterminer                                      | 43° 34′ 12″ nord, 3° 54′ 15″ est                  | Image manquante                                   |
| Monument à la République                        | À déterminer                        | Lavérune                  | Sur la place de la République                              |                                                                            | 1889                                              | 43° 35′ 05″ nord, 3° 48′ 17″ est                  | Image manquante                                   |
| Monument à la République                        | Louis Paul                          | Lieuran-lès-Béziers       | Sur la place de la Mairie                                  |                                                                            | À déterminer                                      | 43° 25′ 07″ nord, 3° 14′ 14″ est                  | Monument à la République                          |
| Mère consolant son enfant                       | Lange Guglielmo                     | Lodève                    | À déterminer                                               |                                                                            | 1881                                              | à géolocaliser                                    | Image manquante                                   |
| Monument à la République                        | À déterminer                        | Lodève                    | Jardin du commissariat                                     |                                                                            | 1902                                              | à géolocaliser                                    | Image manquante                                   |
| Saint Jean-Baptiste de la Salle                 | Henri Giscard                       | Lodève                    | 5 avenue de la République, Jardin de l'école du Sacré-Cœur |                                                                            | À déterminer                                      | à géolocaliser                                    | Image manquante                                   |
| César Vinas                                     | Paul Michel                         | Lodève                    | Jardin de l'Hôpital                                        |                                                                            | À déterminer                                      | à géolocaliser                                    | Image manquante                                   |
| Georges Brassens                                | Thierry Delorme                     | Loupian                   | Autoroute A9 (aire de repos de Loupian)                    |                                                                            | 2015                                              | 43° 27′ 48″ nord, 3° 37′ 54″ est                  | Image manquante                                   |
| Monument à la République                        | À déterminer                        | Loupian                   | Sur la place Charles-de-Gaulle                             |                                                                            | À déterminer                                      | 43° 26′ 59″ nord, 3° 36′ 51″ est                  | Image manquante                                   |
| Statue de la Liberté                            | Auguste Bartholdi                   | Lunel                     | À déterminer                                               |                                                                            | À déterminer                                      | 43° 40′ 33″ nord, 4° 07′ 55″ est                  | Statue de la Liberté                              |
| Statue du capitaine Charles Ménard,             | Auguste Maillard                    | Lunel                     | Sur la place Jean-Jaurès                                   | Représente Charles Ménard.                                                 | 1897                                              | 43° 40′ 31″ nord, 4° 08′ 04″ est                  | Statue du capitaine Charles Ménard                |
| Pascalet                                        | Max Pujol                           | Lunel                     | À déterminer                                               |                                                                            | 1990                                              | 43° 40′ 06″ nord, 4° 07′ 39″ est                  | Image manquante                                   |
| Le Pescalune                                    | Ben K                               | Lunel                     | Cours Gabriel-Péri                                         |                                                                            | À déterminer                                      | 43° 40′ 29″ nord, 4° 07′ 56″ est                  | Image manquante                                   |
| Les Remords                                     | Jean Barnabé Amy                    | Lunel                     | Dans le parc Jean-Hugo                                     |                                                                            | 1879                                              | à géolocaliser                                    | Image manquante                                   |
| Soleil d'encre                                  | Laurent Saksik                      | Lunel                     | Lycée Victor-Hugo                                          |                                                                            | 2008                                              | 43° 41′ 23″ nord, 4° 08′ 07″ est                  | Image manquante                                   |
| Monument à la République                        | Vincent Taillefer                   | Marseillan                | Sur la place de la République                              |                                                                            | 1878                                              | 43° 21′ 21″ nord, 3° 31′ 37″ est                  | Monument à la République                          |
| Buste de Pierre Auguste Roques                  | À déterminer                        | Marseillan                | Allées Roques                                              |                                                                            |                                                   | 43° 21′ 20″ nord, 3° 31′ 27″ est                  | Buste de Pierre Auguste Roques                    |
| Muscadet                                        | À déterminer                        | Mauguio                   | À déterminer                                               |                                                                            | 2005                                              | 43° 36′ 59″ nord, 4° 00′ 42″ est                  | Muscadet                                          |
| Monument à la République                        | À déterminer                        | Maureilhan                | Sur la place Jean-Jaurès                                   |                                                                            | À déterminer                                      | 43° 21′ 27″ nord, 3° 07′ 16″ est                  | Monument à la République                          |
| Monument à la République                        | À déterminer                        | Mèze                      | À déterminer                                               |                                                                            | 1889                                              | 43° 25′ 39″ nord, 3° 36′ 18″ est                  | Monument à la République                          |
| Monument à la République                        | À déterminer                        | Montarnaud                | Plan de la Poste                                           |                                                                            | 1889                                              | 43° 39′ 01″ nord, 3° 41′ 53″ est                  | Image manquante                                   |
| Fontaine de la République                       | Jacques Louis Robert Villeneuve     | Montblanc                 | Sur la place du Jeu de Paume                               |                                                                            | 1904                                              | 43° 23′ 47″ nord, 3° 22′ 04″ est                  | Fontaine de la République                         |
| Le Violoniste                                   | Fernand David                       | Montblanc                 | Dans le square du Terrain-de-Tennis                        |                                                                            | 1910                                              | 43° 23′ 51″ nord, 3° 21′ 41″ est                  | Le Violoniste                                     |
| Arbre sculpté                                   | Michel Chevray                      | Montferrier-sur-Lez       | À déterminer                                               |                                                                            | À déterminer                                      | à géolocaliser                                    | Image manquante                                   |
|                                                 |                                     | Montpellier               | Voir la liste des œuvres publiques de Montpellier          | Voir la liste des œuvres publiques de Montpellier                          | Voir la liste des œuvres publiques de Montpellier | Voir la liste des œuvres publiques de Montpellier | Voir la liste des œuvres publiques de Montpellier |
| Monument à la République                        | À déterminer                        | Montpeyroux               | À déterminer                                               |                                                                            | À déterminer                                      | 43° 41′ 45″ nord, 3° 30′ 19″ est                  | Image manquante                                   |
| Monument à la République                        | À déterminer                        | Nébian                    | À déterminer                                               |                                                                            | 1889                                              | à géolocaliser                                    | Image manquante                                   |
| Buste de Jean Jaurès                            | À déterminer                        | Neffiès                   | À déterminer                                               |                                                                            | À déterminer                                      | 43° 32′ 02″ nord, 3° 19′ 57″ est                  | Buste de Jean Jaurès                              |
| Monument à la République                        | À déterminer                        | Neffiès                   | À déterminer                                               |                                                                            | 1880                                              | 43° 32′ 04″ nord, 3° 19′ 53″ est                  | Monument à la République                          |
| Monument à la République                        | Eugène Lequesne                     | Nézignan-l'Évêque         | Dans le square de la Mairie                                |                                                                            | 1887                                              | 43° 25′ 16″ nord, 3° 24′ 24″ est                  | Monument à la République                          |
| Monument à la République                        | Eugène Lequesne                     | Nizas                     | Sur la place du Griffe                                     |                                                                            | À déterminer                                      | 43° 30′ 45″ nord, 3° 24′ 27″ est                  | Monument à la République                          |
| Monument à Laurent Alexandre Laissac            | Jean Magrou                         | Olargues                  | Sur la place de l'Hôtel-de-Ville                           |                                                                            | 1914                                              | 43° 33′ 23″ nord, 2° 54′ 54″ est                  | Monument à Laurent Alexandre Laissac              |
| Monument à la République                        | Eugène Lequesne                     | Oupia                     | À déterminer                                               |                                                                            | 1887                                              | 43° 17′ 24″ nord, 2° 45′ 58″ est                  | Image manquante                                   |
| La Maternité                                    | Paul-Émile Bigeard                  | Paulhan                   | À déterminer                                               |                                                                            | À déterminer                                      | à géolocaliser                                    | Image manquante                                   |
| Statue de Philippe-Laurent Roland               | Jules Déchin                        | Paulhan                   | À déterminer                                               | Représente Philippe-Laurent Roland.                                        | 1907                                              | à géolocaliser                                    | Image manquante                                   |
| Statue de Milan Rastislav Štefánik              | Bohumil Kafka                       | Paulhan                   | Dans le square Milan Rastislav Štefánik                    | La plaque descriptive réalisée par Franta Belsky (en) est ajoutée en 1989. | 1955                                              | 43° 32′ 23″ nord, 3° 27′ 31″ est                  | Statue de Milan Rastislav Štefánik                |
| Hommage à Boby Lapointe                         | Ali Salem                           | Pézenas                   | Sur la place Bobby-Lapointe                                |                                                                            | À déterminer                                      | 43° 27′ 33″ nord, 3° 25′ 13″ est                  | Image manquante                                   |
| Boby Lapointe                                   | Bruno Mendola                       | Pézenas                   | À déterminer                                               |                                                                            | À déterminer                                      | 43° 27′ 34″ nord, 3° 25′ 15″ est                  | Image manquante                                   |
| Monument à Molière                              | Jean-Antoine Injalbert              | Pézenas                   | À déterminer                                               |                                                                            | 1893                                              | 43° 27′ 40″ nord, 3° 25′ 32″ est                  | Monument à Molière                                |
| Monument à Louis Paulhan                        | À déterminer                        | Pézenas                   | À déterminer                                               | Représente Louis Paulhan.                                                  | À déterminer                                      | 43° 27′ 35″ nord, 3° 25′ 08″ est                  | Monument à Louis Paulhan                          |
| La République brandissant les droits de l'homme | Charles-Romain Capellaro            | Pézenas                   | Sur la place de la République                              |                                                                            | 1880                                              | 43° 27′ 35″ nord, 3° 25′ 23″ est                  | La République brandissant les droits de l'homme   |
| Sadi Carnot                                     | À déterminer                        | Pinet                     | À déterminer                                               |                                                                            | À déterminer                                      | à géolocaliser                                    | Image manquante                                   |
| Monument à la République                        | À déterminer                        | Pinet                     | Hôtel de ville (façade)                                    |                                                                            | 1889                                              | 43° 24′ 15″ nord, 3° 30′ 37″ est                  | Monument à la République                          |
| Monument à la République                        | Jean Gautherin                      | Pomérols                  | Sur la place de la Mairie                                  |                                                                            | 1912                                              | 43° 23′ 27″ nord, 3° 29′ 56″ est                  | Monument à la République                          |
| Monument aux vivants                            | À déterminer                        | Le Poujol-sur-Orb         | À déterminer                                               |                                                                            | À déterminer                                      | 43° 34′ 44″ nord, 3° 03′ 43″ est                  | Monument aux visages                              |
| Monument à la République                        | À déterminer                        | Poussan                   | Boulevard du Riverain                                      |                                                                            | 1889                                              | 43° 29′ 17″ nord, 3° 40′ 10″ est                  | Monument à la République                          |
| Monument à la République                        | Charles-Romain Capellaro            | Puisserguier              | À déterminer                                               |                                                                            | 1885                                              | 43° 22′ 06″ nord, 3° 02′ 27″ est                  | Monument à la République                          |
| Barraïé                                         | Ben K                               | Saint-Christol            | À déterminer                                               |                                                                            | À déterminer                                      | 43° 43′ 42″ nord, 4° 04′ 56″ est                  | Image manquante                                   |
| Saint Georges et le Dragon                      | Jean Bertho                         | Saint-Georges-d'Orques    | À déterminer                                               |                                                                            | À déterminer                                      | 43° 36′ 23″ nord, 3° 47′ 01″ est                  | Image manquante                                   |
| Monument à la République                        | Jean Gautherin                      | Saint-Guilhem-le-Désert   | Sur la place de la Liberté                                 |                                                                            | À déterminer                                      | 43° 44′ 02″ nord, 3° 32′ 56″ est                  | Image manquante                                   |
| Pomme                                           | Ben K                               | Saint-Just                | À déterminer                                               |                                                                            | À déterminer                                      | 43° 39′ 13″ nord, 4° 06′ 47″ est                  | Pomme                                             |
| Monument à la République                        | Jean Gautherin                      | Saint-Mathieu-de-Tréviers | Sur la place de la Fontaine                                |                                                                            | À déterminer                                      | à géolocaliser                                    | Image manquante                                   |
| Monument à la République                        | Jean Gautherin                      | Saint-Pargoire            | Sur la place de la Mairie                                  |                                                                            | 1904                                              | 43° 31′ 42″ nord, 3° 31′ 08″ est                  | Image manquante                                   |
| Jeanne d'Arc                                    | À déterminer                        | Saint-Pons-de-Mauchiens   | Sur la place de la Mairie                                  |                                                                            | À déterminer                                      | 43° 31′ 08″ nord, 3° 27′ 54″ est                  | Image manquante                                   |
| Monument à la République                        | Gustave Michel                      | Saint-Pons-de-Thomières   | À déterminer                                               |                                                                            | 1889                                              | 43° 29′ 19″ nord, 2° 45′ 35″ est                  | Monument à la République                          |
| Statue de Guillaume Courtet                     | À déterminer                        | Sérignan                  | Sur la place de l'Église                                   | Représente Guillaume Courtet.                                              | 1894                                              | 43° 16′ 54″ nord, 3° 17′ 01″ est                  | Statue de Guillaume Courtet                       |
| L'Ajustaïre                                     | Pierre Nocca                        | Sète                      | À déterminer                                               |                                                                            | 2002                                              | 43° 24′ 15″ nord, 3° 41′ 49″ est                  | L'Ajustaïre                                       |
| Mémorial à Georges Brassens                     | À déterminer                        | Sète                      | À déterminer                                               |                                                                            | À déterminer                                      | 43° 23′ 31″ nord, 3° 39′ 51″ est                  | Mémorial à Georges Brassens                       |
| Buste d'Honoré Euzet                            | À déterminer                        | Sète                      | Jardin du Château-d'Eau                                    |                                                                            | À déterminer                                      | 43° 24′ 14″ nord, 3° 41′ 32″ est                  | Buste d'Honoré Euze                               |
| Neptune                                         | À déterminer                        | Sète                      | Jardin du Château-d'Eau                                    | Représente Neptune.                                                        | À déterminer                                      | 43° 24′ 14″ nord, 3° 41′ 35″ est                  | Neptune                                           |
| Sculpture                                       | Pierre Nicouleau                    | Sète                      | À déterminer                                               |                                                                            | À déterminer                                      | à géolocaliser                                    | Sculpture                                         |
| Monument à Paul Valéry                          | À déterminer                        | Sète                      | À déterminer                                               |                                                                            | À déterminer                                      | 43° 23′ 42″ nord, 3° 41′ 42″ est                  | Monument à Paul Valéry                            |
| Monument à la République                        | Jean-Antoine Injalbert              | Thézan-lès-Béziers        | Sur la place de l'Hôtel-de-Ville                           |                                                                            | 1901                                              | 43° 25′ 18″ nord, 3° 10′ 09″ est                  | Image manquante                                   |
| Gaïa                                            | Lionel Laussedat                    | Valras-Plage              | À déterminer                                               |                                                                            | 2007                                              | 43° 14′ 39″ nord, 3° 17′ 28″ est                  | Image manquante                                   |
| Monument à la République                        | À déterminer                        | Valros                    | À déterminer                                               |                                                                            | 1889                                              | 43° 25′ 12″ nord, 3° 22′ 04″ est                  | Monument à la République                          |
| Monument à la République                        | À déterminer                        | Vendres                   | Sur la place du Quatorze-Juillet                           |                                                                            | 1889                                              | 43° 16′ 08″ nord, 3° 13′ 24″ est                  | Monument à la République                          |
| Monument à la République                        | Charles-Romain Capellaro            | Villeneuve-lès-Béziers    | Sur la place de la Révolution                              |                                                                            | 1900                                              | 43° 18′ 59″ nord, 3° 16′ 53″ est                  | Monument à la République                          |

### Monuments aux morts
| Œuvre                                    | Auteur                      | Commune                                  | Localisation                                                     | Notes                                             | Installation                                      | Coordonnées                                       | Illustration                                      |
| ---------------------------------------- | --------------------------- | ---------------------------------------- | ---------------------------------------------------------------- | ------------------------------------------------- | ------------------------------------------------- | ------------------------------------------------- | ------------------------------------------------- |
| Monument aux morts                       | Jacques Villeneuve          | Aniane                                   | À déterminer                                                     |                                                   | À déterminer                                      | 43° 41′ 16″ nord, 3° 35′ 05″ est                  | Monument aux morts                                |
| Monument aux morts                       | Raymond Sudre               | Balaruc-les-Bains                        | À déterminer                                                     |                                                   | À déterminer                                      | à géolocaliser                                    | Monument aux morts                                |
| Monument aux morts                       | Paul Dardé                  | Clermont-l'Hérault                       | À déterminer                                                     |                                                   | À déterminer                                      | 43° 37′ 35″ nord, 3° 26′ 08,6″ est                | Image manquante                                   |
| Le Poilu victorieux (monument aux morts) | Copie d'après Eugène Bénet  | Juvignac                                 | À déterminer                                                     |                                                   | À déterminer                                      | à géolocaliser                                    | Image manquante                                   |
| Poilu au repos (monument aux morts)      | Copie d'après Étienne Camus | La Vacquerie-et-Saint-Martin-de-Castries | À déterminer                                                     |                                                   | À déterminer                                      | à géolocaliser                                    | Poilu au repos (monument aux morts)               |
| Monument aux morts                       | Paul Dardé                  | Lodève                                   | À déterminer                                                     |                                                   | À déterminer                                      | 43° 43′ 58″ nord, 3° 19′ 02″ est                  | Image manquante                                   |
| Monument aux morts                       | Raymond Sudre               | Mireval                                  | À déterminer                                                     |                                                   | À déterminer                                      | à géolocaliser                                    | Monument aux morts                                |
| Poilu au repos (monument aux morts)      | Copie d'après Étienne Camus | Montarnaud                               | Intersection de l'avenue d'Argellier et de la rue de la fontaine |                                                   | À déterminer                                      | à géolocaliser                                    | Image manquante                                   |
|                                          |                             | Montpellier                              | Voir la liste des œuvres publiques de Montpellier                | Voir la liste des œuvres publiques de Montpellier | Voir la liste des œuvres publiques de Montpellier | Voir la liste des œuvres publiques de Montpellier | Voir la liste des œuvres publiques de Montpellier |
| Poilu au repos (monument aux morts)      | Copie d'après Étienne Camus | Saint-Bauzille-de-la-Sylve               | Sur la place du jeu de ballon                                    |                                                   | 1921                                              | à géolocaliser                                    | Poilu au repos (monument aux morts)               |
| Monument aux morts                       | Jean Magrou                 | Servian                                  | À déterminer                                                     |                                                   | À déterminer                                      | 43° 25′ 36″ nord, 3° 17′ 58″ est                  | Monument aux morts                                |

### Fontaines
| Œuvre                      | Auteur                          | Commune     | Localisation                                      | Notes | Installation                                      | Coordonnées                                       | Illustration                                      |
| -------------------------- | ------------------------------- | ----------- | ------------------------------------------------- | --- | ------------------------------------------------- | ------------------------------------------------- | ------------------------------------------------- |
| La Belle Agathoise         | Auguste Baussan                 | Agde        | À déterminer                                      | | À déterminer                                      | 43° 18′ 54″ nord, 3° 28′ 17″ est                  | La Belle Agathoise                                |
| Fontaine du Pouffre        | Pierre Nocca                    | Sète        | Place Léon Blum                                   | | À déterminer                                      | 43° 24′ 05″ nord, 3° 41′ 46″ est                  | Fontaine du Pouffre                               |
| Fontaine de la République, | Jacques Louis Robert Villeneuve | Agde        | Sur la place du Jeu-de-Ballon                     | L'originale de 1909 est fondue sous le régime de Vichy, dans le cadre de la mobilisation des métaux non ferreux. | 1995                                              | 43° 18′ 45″ nord, 3° 28′ 15″ est                  | Fontaine de la République                         |
|                            |                                 | Montpellier | Voir la liste des œuvres publiques de Montpellier | Voir la liste des œuvres publiques de Montpellier                                                                | Voir la liste des œuvres publiques de Montpellier | Voir la liste des œuvres publiques de Montpellier | Voir la liste des œuvres publiques de Montpellier |